# Gerichtsorganisation in Aserbaidschan
Die Gerichtsorganisation in Aserbaidschan (aserbaidschanisch: Azərbaycan Məhkəmə Sistemi) umfasst die Errichtung von Gerichten in Aserbaidschan. Die rechtsprechende Gewalt in Aserbaidschan üben durch Rechtsprechung nur Gerichte aus. Die Gerichtsbarkeit der Republik Aserbaidschan ist entsprechend Artikel 127 Absatz 1 und 3 der Verfassung der Republik Aserbaidschan unabhängig und unterliegt keinerlei Weisung.
Der Präsident der Republik Aserbaidschan ist der Garant der Unabhängigkeit der rechtsprechenden Gewalt.

## Übersicht über den Gerichtsaufbau
Die Rechtsprechung unterliegt dem Justizrat in Aserbaidschan und wird durch das Verfassungsgericht, den Obersten Gerichtshof, Berufungsgerichte, erstinstanzliche Amtsgerichte und Gerichte mit Sonderzuständigkeiten ausgeübt. Die rechtsprechende Gewalt wird durch Verfassungsgerichts-, Zivil- und Strafverfahren von folgenden Gerichten ausgeübt:
- Amtsgerichte (Bezirksgerichte);
- Militärgerichte;
- Gerichte für schwere Verbrechen der Republik Aserbaidschan;
- Gerichtshof für schwere Verbrechen der Autonome Republik Nachitschewan;
- Verwaltungsgerichte;
- Das Oberste Gericht der Autonome Republik Nachitschewan;
- Berufungsgerichte;
- Das Oberste Gericht;
- Das Verfassungsgericht.

## Amtsgerichte (erste Instanz)
In der ersten Instanz sind in Zivilsachen und kleineren Strafsachen die Amtsgerichte (Bezirksgerichte) zuständig. In Aserbaidschan gibt es 86 allgemeine Amtsgerichte, die jeweils für einen Gemeindebezirk zuständig sind. In Baku befinden sich 12 Amtsgerichte. Der Großteil der Fälle wird vor Amtsgerichte verhandelt. 

## Fachgerichtsbarkeit (erste Instanz)

### Gerichte für schwere Verbrechen
Gerichte für schwere Verbrechen der Republik Aserbaidschan verhandeln schwere Strafsachen als erste Instanz. Es gibt 5 Gerichte für schwere Verbrechen in Aserbaidschan (Stand 2018):   
- Gerichte für schwere Verbrechen in Baku;
- Gerichte für schwere Verbrechen in Gandscha;
- Gerichte für schwere Verbrechen in Sheki;
- Gerichte für schwere Verbrechen in Lenkeran;
- Gerichte für schwere Verbrechen in der Autonomen Republik Nachitschewan.[4]

### Verwaltungsgerichte
Die aserbaidschanischen Verwaltungsgerichte entsprechen den deutschen Verwaltungsgerichten. Sie dienen zur gerichtlichen Kontrolle des Handelns der öffentlichen Verwaltung. Am 1. Januar 2011 trat der neue Verwaltungsprozesskodex in Kraft und danach nahmen die Verwaltungsgerichte ihre Tätigkeit auf. Die Deutsche Gesellschaft für Internationale Zusammenarbeit (GIZ) unterstützt Aserbaidschan bei der Modernisierung des Verwaltungsrechts und der Verfahrensgesetze. 2011 fand in Aserbaidschan die sogenannte „Internationale Verwaltungsgerichts-Konferenz“ statt, die durch die Unterstützung von GIZ veranstaltet wurde.
Es gibt sieben Verwaltungsgerichte (Stand 2018):
- 1-Baku Verwaltungsgericht;

- 2-Baku Verwaltungsgericht;
- Gandscha Verwaltungsgericht;
- Sumgait Verwaltungsgericht;
- Shirwan Verwaltungsgericht;
- Sheki Verwaltungsgericht
- Verwaltungsgericht der Autonomen Republik Nachitschewan.[4]

### Militärgerichte
Die Militärgerichte der Republik Aserbaidschan verhandeln sowohl kleinere als auch schwere Strafsachen in Militärbereich als erste Instanz. Insgesamt gibt es 6 Militärgerichte (Stand 2018):
- Baku Militärgericht;
- Gandscha Militärgericht;
- Terter Militärgericht;
- Celilabad Militärgericht;
- Füzuli Militärgericht;
- Militärgericht der Autonomen Republik Nachitschewan.[4]

## Berufungsgerichte (zweite Instanz)
Die Berufungsgerichte der Republik Aserbaidschan sind übergeordnete Gerichte für die Sachen, die in ihre Zuständigkeiten fallen. Auf Vorschlag des Präsidenten ernennt das Parlament die Richter der Berufungsgerichte. Den Beschluss über die Amtsentlassung der Richter der Berufungsgerichte verabschiedet das Parlament mit der Mehrheit von 83 Stimmen. In Aserbaidschan gibt es fünf Berufungsgerichte (Stand 2018):
- Baku Berufungsgericht;
- Gandscha Berufungsgericht;
- Sumgait Berufungsgericht;
- Shirwan Berufungsgericht;
- Sheki Berufungsgericht.[4]

## Das Oberste Gericht (letzte Instanz)

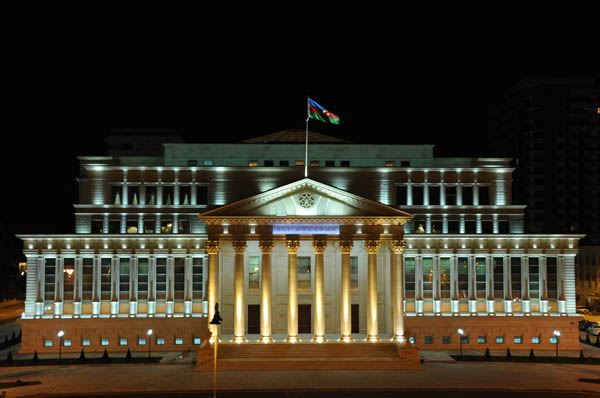
Das Oberste Gericht der Republik Aserbaidschan

Das Oberste Gericht der Republik Aserbaidschan ist das höchste Gerichtsorgan in Zivil-, Straf-, Verwaltungs- und Militär Sachen, die dem Verfahren vor den allgemeinen und besonderen Gerichten zugewiesen sind. Das Oberste Gericht übt Rechtsprechung in Berufungsverfahren aus und veröffentlicht Erläuterungen zu Fragen der Gerichtspraxis. Die Richter des Obersten Gerichts werden vom Parlament auf Vorschlag des Präsidenten der Republik Aserbaidschan ernannt. Es hat seinen Sitz in Baku. Die Entscheidungen des Obersten Gerichts haben auf dem gesamten Territorium Aserbaidschans verbindliche Geltung. Das Oberste Gericht ist die letzte richterliche Instanz in Aserbaidschan.
Das Oberste Gericht besteht aus dem Präsidenten, seinem Stellvertreter, den Vorsitzenden der Kammern und den Richtern. Das Oberste Gericht untergliedert sich in einen Senat für Verwaltungssachen, für Zivilsachen, für Strafsachen und einen Senat für Militärsachen.
Die Gerichtsentscheidungen des Obersten Gerichtshofs können in verfassungsrechtlicher Hinsicht vom Verfassungsgericht überprüft werden.
Den Beschluss über die Amtsentlassung der Richter des Obersten Gerichts verabschiedet das Parlament mit der Mehrheit von 83 Stimmen.

## Verfassungsgericht
Das Verfassungsgericht ist nicht in den dreistufigen Gerichtsaufbau aus Erstinstanzlichen, Appellations- und Kassationsgerichten eingegliedert, der durch das Gesetz über Gerichte und Richter installiert wurde.
Die Hauptaufgabe ist den Vorrang der Verfassung der Republik Aserbaidschan zu wahren und die Grundrechte des Einzelnen zu schützen.